# Saison 1 de Demon Slayer: Kimetsu no Yaiba
Chronologie
Saison 2
La première saison de Demon Slayer: Kimetsu no Yaiba (鬼滅の刃), une série d'animation japonaise pour la télévision et la vidéo à la demande, basée sur la série de mangas du même nom, est diffusée pour la première fois entre le 6 avril et le 28 septembre 2019.

## Synopsis
Tanjirō Kamado est l'aîné d'une grande fratrie et depuis le décès de son père, il assume avec sa mère leur responsabilité. Un jour, alors qu'il est parti en ville vendre du charbon pour nourrir les siens, il retrouve sa famille sauvagement massacrée. Toutefois, Tanjirō se rend compte que sa sœur Nezuko respire encore, bien qu'en mauvais état. Après avoir enterré sa famille, il s'enfuit avec Nezuko mais est subitement attaqué par cette dernière qui est devenue un démon. Giyū Tomioka, un pourfendeur de démons en chasse, tombe sur la fratrie et décide d'éliminer Nezuko. Un court combat avec Tanjirō lui permet de jauger la volonté du garçon et de sa sœur, qui malgré sa transformation, décide de protéger son aîné. Tomioka conseille à Tanjirō de se rendre auprès de Sakonji Urokodaki, son ancien maître, afin que ce dernier enseigne l'art des pourfendeurs à l'orphelin. Désireux de faire retrouver une forme humaine à Nezuko, le garçon prend la route pour retrouver l'expérimenté pourfendeur et commence pour lui une nouvelle vie.

## Personnages
Tanjirō Kamado (竈門 炭治郎, Kamado Tanjirō)
Voix japonaise : Natsuki Hanae, voix française : Enzo Ratsito
Nezuko Kamado (竈門 禰豆子, Kamado Nezuko)
Voix japonaise : Akari Kitō (ja), voix française : Margaux Maillet
Zenitsu Agatsuma (我妻 善逸, Agatsuma Zenitsu)
Voix japonaise : Hiro Shimono, voix française : Maxime Baudoin
Inosuke Hashibira (嘴平 伊之助, Hashibira Inosuke)
Voix japonaise : Yoshitsugu Matsuoka, voix française : Christophe Lemoine
Genya Shinazugawa (不死川 玄弥, Shinazugawa Genya)
Voix japonaise : Nobuhiko Okamoto, voix française : Antoine Schoumsky
Kanao Tsuyuri (栗花落 カナヲ, Tsuyuri Kanao)
Voix japonaise : Reina Ueda

## Production

### Développement
En juin 2018, une adaptation du manga Demon Slayer par le studio ufotable est rendue officielle. Alors que le script est également pris en charge par ufotable, Haruo Sotozaki est nommé réalisateur tandis qu'Hikaru Kondo en est le producteur. Akira Matsushima est choisi comme character designer, épaulé par Miyuki Sato, Yōko Kajiyama, et Mika Kikuchi qui s'occupent du design des personnages secondaires. Yuji Kajiura et Gō Shiina réalisent la bande originale de la série

### Sortie
La série est diffusée pour la première fois au Japon entre le 6 avril et le 28 septembre 2019 sur un total de 20 différentes chaînes télévisées dont Tokyo MX, GTV, GYT, BS11, etc.. La série est composée de 26 épisodes,. La plateforme française Wakanim détient les droits de diffusion en simulcast de la série dans les pays francophones sous le titre Demon Slayer: Kimetsu no Yaiba ; mais également en Allemagne, en Autriche, dans les pays nordiques et dans les pays russophones,,.
Entre les épisodes 2 et 25, des courts-métrages animés sont insérés après les crédits et servent également de bande-annonce pour l'épisode suivant ; intitulés les « Petits potins de l'ère Taishō » (大正コソコソ噂話, Taishō Kosokoso uwasabanashi), ils reprennent pour la plupart des petits détails homonymes incrustés entre les chapitres dans les volumes reliés, certains étant des contenus originaux approuvés par Koyoharu Gotōge. Les bandes annonces pour les épisodes 14 et 17 reprennent les Kimetsu gakuen monotagari (キメツ学園物語) qui sont également présents dans les volumes reliés.

### Musique
La chanson de l'opening, intitulée Gurenge (紅蓮華), est l'œuvre de LiSA, tandis que celle de l'ending, intitulée from the edge, est produite par FictionJunction avec LiSA,. L'insert song Kamado Tanjirō no uta (竈門炭治郎のうた), utilisé pour le générique de fin du 19e épisode, est composé par Gō Shiina et est interprété par Nami Nakagawa.

## Découpage des épisodes
Voici l’organisation chronologique des épisodes par arcs :
1. Arc Sélection finale (épisodes 1 à 5)
2. Arc Première mission (épisodes 6 et 7)
3. Arc Asakasa (épisodes 8 à 10)
4. Arc Manoir Tsuzumi (épisodes 11 à 14)
5. Arc Montagne de Natagumo (épisodes 15 à 21)
6. Arc Formation en réadaptation (épisodes 22 à 26)